# آیتانا سانچز-خیخون
آیتانا سانچز-خیخون (اسپانیایی: Aitana Sánchez-Gijón‎؛ زادهٔ ۵ نوامبر ۱۹۶۸) بازیگر اهل اسپانیا است.
از فیلم‌ها یا برنامه‌های تلویزیونی که وی در آن نقش داشته‌است، می‌توان به ازنفس‌افتاده، دهان‌به‌دهان، اُبیه‌دو اکسپرس، ماشین‌کار، احساس مالکیت، جنگل دورافتاده، با من از عشق بگو، عشق وارد شد و کازانووا اشاره کرد.